# Рощино (Гвардейский городской округ)
Рощино — посёлок в Гвардейском городском округе Калининградской области. До 2014 года входил в состав Славинского сельского поселения.

## История
Поссиндерн был основан в 1378 году
В 1946 году Поссиндерн был переименован в поселок Рощино.

## Население
| 2002 | 2010 |
| ---- | ---- |
| 94   | ↘80  |

1 декабря 1910 года его население составляло 207 жителей.